# Gas (steeg)
De term gas (ook wel gaske, gats, geske) is in het Nederlands een niet meer algemeen gebruikelijke benaming voor een straat of steeg. 
Het woord valt te herleiden tot het Hoogduitse woord Gasse. Het is nog terug te vinden in straatnamen in Nederland en in Vlaanderen, zoals in Nijmegen en Limburg. 
Een gas werd gezien als een onreine doorgang, vaak slechts een smalle doorgang tussen een paar huizen, naar achterliggende woningen van armere mensen. 
Doodlopende gassen werden in Nijmegen ook wel halvegas genoemd.